# Kordeljeri
Kordeljeri su bili članovi jednog kluba tijekom francuske revolucije.
Ime su uzeli prema jednom samostanu kordeljera, redovnika franjevačkog reda. Tu su u travnju 1790. tiskar Momoro, liječnik Saintex i inženjer Dufourny osnovali udrugu pod imenom Societe des amis des droits de l'homme et du citoyen (Društvo prijatelja prava čovjeka i građanina). 
Klub je imao utjecaj na Vladu i Skupštinu kao i na javna događanja.
Pokret je imao potporu demokratskih novinara. među kojima se isticao Marat. Nakon Maratove smrti u srpnju 1793. zaoštravanje terora i rat stvorili su među kordiljerima raskol na struju popustljivih (Danton i Desmoulins ) i bijesnih (Hebert, Chaumette).
Robespierre se odlučio suprotstaviti obima strujama što je uzrokovalo pad, najprije hebertista, a zatim i dantonista.

## Poznati članovi
- Buirette de Verrières
- Pierre-Gaspard Chaumette
- Marie-Joseph Chénier
- Danton
- Camille Desmoulins
- Fabre d'Églantine
- Hébert
- Marat
- Théroigne de Méricourt
- Antoine-François Momoro
- Pierre-François-Joseph Robert